# ديمي لاي نيل بيترس
ديمي لاي نيل بيترس (بالإنجليزية: Demi-Leigh Nel-Peters)‏ هي عارضة أزياء وملكة جمال جنوب أفريقية ولدت في يوم 28 يونيو 1995 في بلدة سيجفايلد في جنوب أفريقيا، هي الفائزة بلقب ملكة جمال الكون لسنة 2017 بعدما فازت بلقب ملكة جمال جنوب أفريقيا لسنة 2017، وأصبحت ثاني جنوب أفريقية تفوز بعد مارغريت غاردنر التي فازت بها في سنة 1978. أكملت دراستها في إدارة الأعمال في جامعة نورث ويست وتتقن التكلم باللغتين الأفريكانية والإنجليزية.

## روابط خارجية
- ديمي لاي نيل بيترس على موقع IMDb (الإنجليزية)